# Luis Martínez Serrano
Luis Martínez Serrano (* 17. Dezember 1900 in Barcelona; † 29. August 1970 in Mexiko-Stadt) war ein aus Spanien stammender Pianist, Komponist und Dirigent.
Martínez kam mit seinen Eltern im Alter von sechs Jahren nach Buenos Aires, wo er am Konservatorium der Zeitschrift La Prensa studierte und Schüler von Ernesto Drangosch und Alberto Williams war. In den Folgejahren reiste er mit Zarzuela- und Operettentruppen durch Lateinamerika. Unter anderem lebte er in den 1920er Jahren mehrerer Jahre in Mexiko-Stadt und wirkte von 1930 bis 1943 als Rundfunk- und Hörspielsprecher, Filmkomponist und Dirigent des Orfeón Catalán in Santiago de Chile. Dazwischen kehrte er immer wieder nach Buenos Aires zurück, wo er als Begleiter der Sängerin Teresita Zazá auftrat, die fast alle seine Tangokompositionen (u. a. Hijo mío, Pajarito cantor, Presentimiento, Mujercita mía, Pobre madre) uraufführte. Seine erfolgreichste Komposition war der Tango ¿Dónde estás, corazón?, der von Daniel Arroyo, Augusto Berto und vielen anderen namhaften Sängerin interpretiert wurde.
Ab 1943 bis zu seinem Tod 1970 lebte Martínez als Leiter der Promotora Hispano Americana de Musica (P.H.A.M.) in Mexiko-Stadt. Er erhielt in dieser Zeit auch die mexikanische Staatsbürgerschaft. Unter anderem wurde er 1941 mit dem Orden vom Aztekischen Adler ausgezeichnet, war 1962 Preisträger beim Festival Radiolandia und erhielt 1966 ein Diplom der Sociedad de Autores y Compositores de México (SACM). Seine Tochter Lupe Serrano wurde als Balletttänzerin bekannt.